# Elliptio congaraea
Elliptio congaraea är en musselart som först beskrevs av I. Lea 1831.  Elliptio congaraea ingår i släktet Elliptio och familjen målarmusslor. IUCN kategoriserar arten globalt som nära hotad. Inga underarter finns listade i Catalogue of Life.